# August Ewe

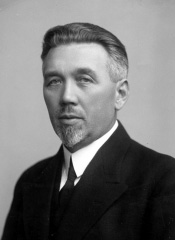
August Ewe

Nils August Ewe, ursprungligen Persson, född 27 oktober 1875 i Tranås, Skåne, död 3 januari 1956 i Malmö, var en svensk arkitekt. Han är känd för sitt mångåriga samarbete med arkitektkollegan Carl Melin.

## Biografi
August Ewe studerade vid Tekniska Elementarskolan i Malmö 1898 och Technische Hochschule Charlottenburg (Bauakademie) i Berlin 1899–1902. Arbetade för Salomon Sörensen 1898–1904. Studerade vidare vid Konstakademien i Stockholm 1905. Drev arkitektkontor i Malmö 1905–56, med Carl Melin 1905–24, och med sonen Bengt Ewe 1938–56. 
Tillsammans med Melin drev Ewe ett av södra Sveriges mest framgångsrika arkitektkontor under perioden. De erhöll priser i flera arkitekttävlingar och fick också en mängd uppdrag runt om i södra Sverige, avseende såväl villor, flerbostadshus och kontorshus (särskilt bankbyggnader) som offentliga byggnader såsom stadshus, rådhus, kyrkor och skolor. Deras tidiga byggnader uppfördes företrädesvis med putsade fasader i en återhållsam jugendstil. Under 1910-talet märks mer och mer influenser av nationalromantisk med fasader i mörkrött tegel och med förebilder i lokal arkitektur. Ewe och Melin ritade också ett antal nödbostäder och arbetarbostäder, vilket kan ses i ljuset av första världskrigets bostadskris. Under den senare delen av 1920-talet kännetecknas Ewes verk av en stram nyklassicism.

## Byggnader i urval

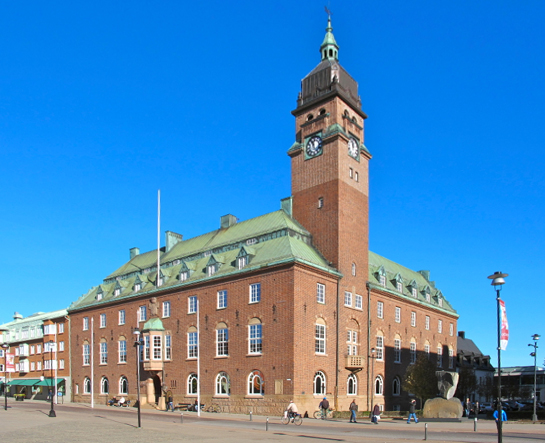
Stadshuset i Nässjö

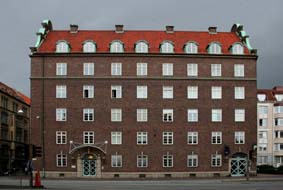
Gamla Stadshuset, Amiralsgatan, Malmö

- Flerbostadshus "Miljonpalatset", Drottningtorget Malmö 1906 (med Carl Melin)
- Bank AB Södra Sverige (senare Handelsbanken) Oskarshamn, 1907-09 (med Carl Melin)
- Folkbadhuset, Drottninggatan, Malmö 1909 (med Carl Melin)
- Fastigheter på Amiralsgatan och Henrik Smithsgatan, Malmö 1907-1913 ( med Carl Melin)
- Varuhus Th. Wessel & Vett, Södergatan/Stora Nygatan, Malmö 1911 (rivet, med Carl Nelin)
- Restaurant “Kungsparken”, Slottsgatan, Malmö 1913 (med Carl Melin)
- “Grand Hotel Fersen”, (idag flerbostadshus) Fersens väg, Malmö 1913 ( med Carl Melin)
- Bank “Oxie Härads sparbank”, Stortorget, Malmö 1916 ( med Carl Melin)
- Stadshus, Amiralsgatan, Malmö 1922 (med Carl Melin)
- Nässjö stadshus, Stadshus, 1912 (med Carl Melin)
- Gotlands bank (senare Handelsbanken) Hemse, Gotland, 1912-13 (med Carl Melin)
- Trelleborg, Post och telegrafkontor, 1913 (med Carl Melin)
- Visby, Bank “Bank AB Södra Sverige”, 1907 (med Carl Melin)
- Ystad, Butikshus för August Schultz, 1910 (med Carl Melin)
- Louise och Sigurd Hedbergs stiftelse, Nordlinds väg, Malmö, 1917 (uppfört 1928, med Carl Melin)
- Ystad Saltsjöbad, 1927
- “Källängens läroverk”, Klerkgatan, Malmö 1933
- “Borgarskolan”, Regementsgatan, Malmö 1934
- Ystad, Bibliotek och museum, 1935
- Fosie församlingshus, Malmö, 1939-1940 (nuvarande Heliga Trefaldighetskyrkan, Eriksfälts församling)